# Jase Coburn
Jase Coburn (1983. szeptember 16. –) amerikai kosárlabdázó és kosárlabdaedző, 2021-től a Portland State Vikings vezetőedzője.

## Pályafutása
Kezdetben a Corona del Sol Középiskola, majd a Phoenixi Főiskola edzőhelyettese volt. 2007 és 2011 között a McClintock Középiskola vezetőedzője volt; 2010-ben kijutottak az állami bajnokságra. 2011 és 2013 között a Howard Hawks, 2013 és 2018 között pedig a Portland State Vikings edzőhelyettese volt. 2018-ban segédedzővé, majd 2021-ben Barret Peery lemondása miatt vezetőedzővé léptették elő.

## Eredményei vezetőedzőként

### Középiskola
| Szezon                                  | Eredmény            | Eredmény            | Helyezés            |
| Szezon                                  | Összesen            | Konferencia         | Helyezés            |
| McClintock Chargers                     | McClintock Chargers | McClintock Chargers | McClintock Chargers |
| --------------------------------------- | ------------------- | ------------------- | ------------------- |
| 2007–08                                 | 12–12               | 7–5                 | 4.                  |
| 2008–09                                 | 18–11               | 7–5                 | 3.                  |
| 2009–10                                 | 25–6                | 8–0                 | 1.                  |
| 2010–11                                 | 19–10               | 11–3                | 2.                  |
| Összesen:                               | 74–39 (.655)        | 33–13 (.717)        | –                   |
| Jelmagyarázat: Konferenciaszezon-bajnok |                     |                     |                     |

### Egyetem
| Szezon                                      | Eredmény                                    | Eredmény                                    | Helyezés                                    |
| Szezon                                      | Összesen                                    | Konferencia                                 | Helyezés                                    |
| Portland State Vikings (Big Sky Conference) | Portland State Vikings (Big Sky Conference) | Portland State Vikings (Big Sky Conference) | Portland State Vikings (Big Sky Conference) |
| ------------------------------------------- | ------------------------------------------- | ------------------------------------------- | ------------------------------------------- |
| 2021–22                                     | 14–17                                       | 10–10                                       | 7.                                          |
| 2022–23                                     | 12–19                                       | 6–11                                        | 7.                                          |
| 2023–24                                     | 17–15                                       | 8–10                                        | 6.                                          |
| Összesen:                                   | 43–51 (.417)                                | 24–31 (.436)                                | –                                           |

## Fordítás
- Ez a szócikk részben vagy egészben  a   Jase Coburn című angol Wikipédia-szócikk ezen változatának fordításán alapul.  Az eredeti cikk szerkesztőit annak laptörténete sorolja fel. Ez a jelzés csupán a megfogalmazás eredetét és a szerzői jogokat jelzi, nem szolgál a cikkben szereplő információk forrásmegjelöléseként.